# Cubillas de Santa Marta
Cubillas de Santa Marta település Spanyolországban, Valladolid tartományban. Cubillas de Santa Marta Corcos, Trigueros del Valle, Quintanilla de Trigueros, Dueñas és Valoria la Buena községekkel határos. Lakosainak száma 404 fő (2024).

## Népesség
A település népessége az utóbbi években az alábbiak szerint változott:
| Lakosok száma | 282  | 292  | 317  | 304  | 274  | 292  | 295  | 326  | 368  | 404  |
|               | 2001 | 2004 | 2007 | 2009 | 2012 | 2014 | 2017 | 2019 | 2022 | 2024 |